# Ethelurgus agrestis
Ethelurgus agrestis là một loài tò vò trong họ Ichneumonidae.